# 팔라그루자섬

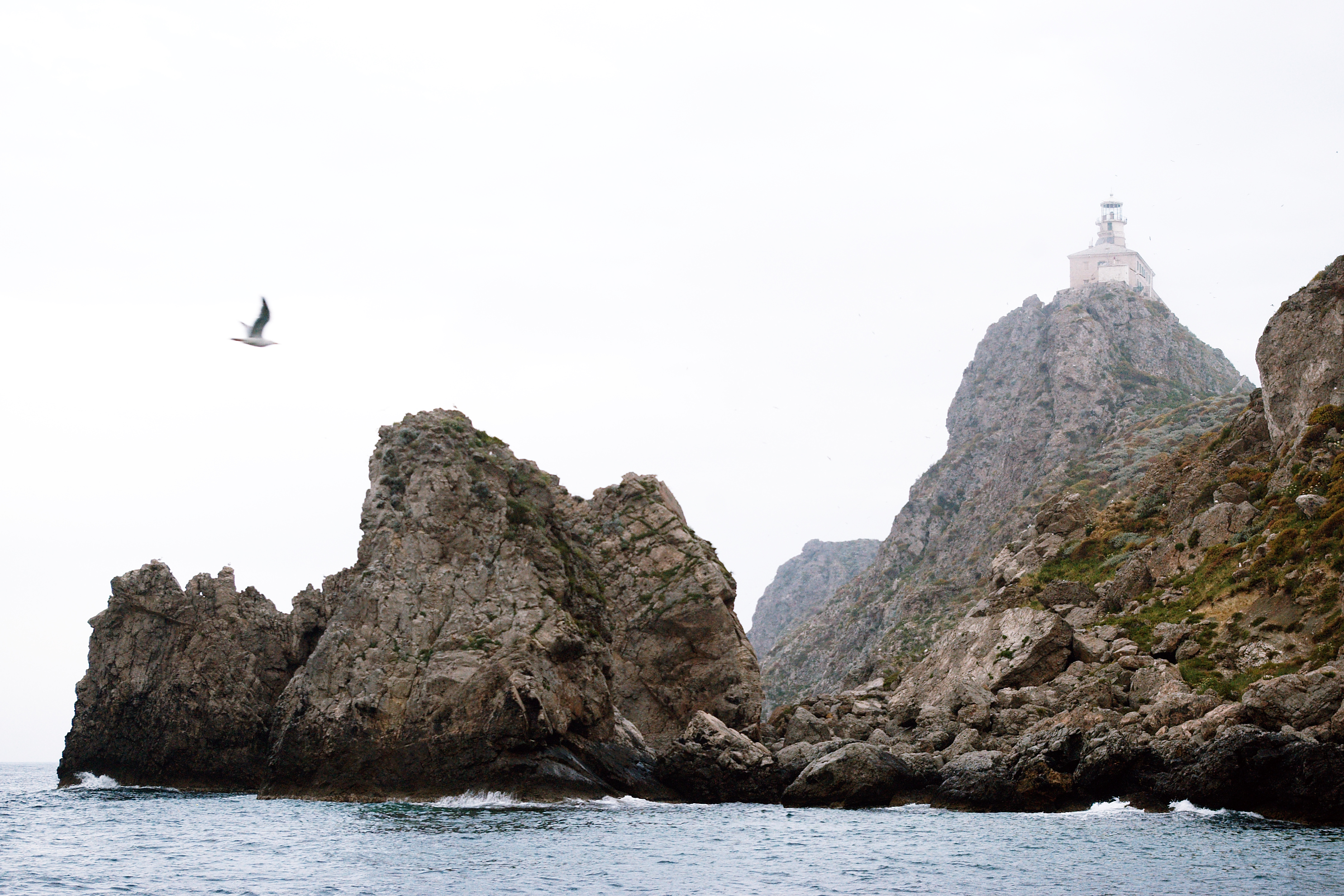
팔라그루자섬

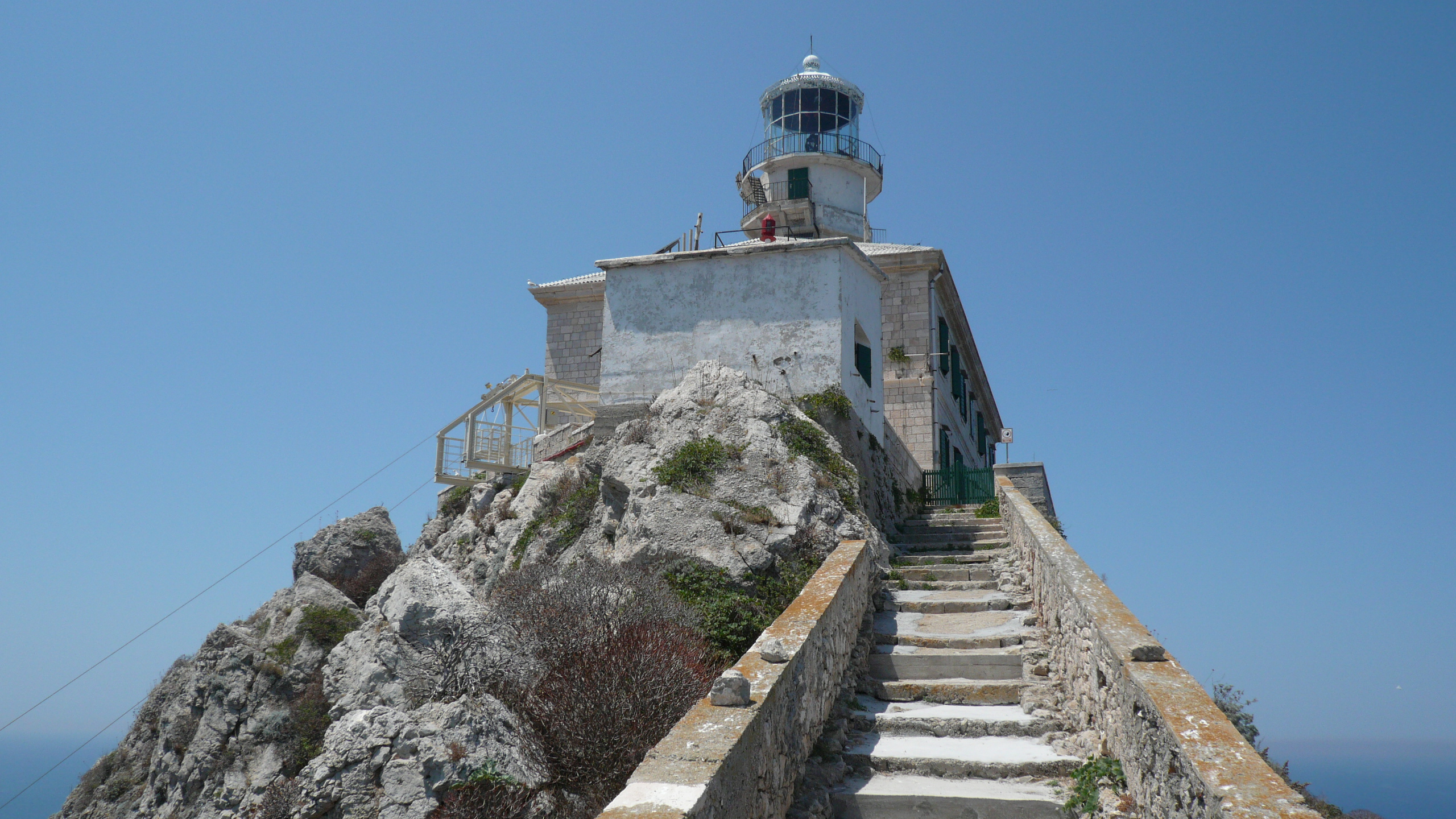
팔라그루자섬의 등대

팔라그루자섬(크로아티아어: Palagruža, 이탈리아어: Pelagosa)은 아드리아해 중부에 위치한 크로아티아의 섬으로 면적은 0.23km2, 높이는 116m이다. 행정 구역상으로는 스플리트달마티아주에 속하는 무인도이다.
백운암 지형을 띤 군도로서 크로아티아 본토에서 멀리 떨어져 있다. 등대가 위치한 가장 큰 섬인 벨라팔라그루자섬(Vela Palagruža), 가장 작은 섬인 말라팔라그루자섬(Mala Palagruža), 20여 개에 달하는 바위와 암초에 둘러싸여 있다. 이들 섬은 깎아지른 절벽을 띠고 있으며 크로아티아 최남단에 위치한다.
양시칠리아 왕국 시대에는 전초 기지 역할을 수행했으며 1875년에는 오스트리아-헝가리 제국, 1920년에는 이탈리아에 편입되었다. 1947년 유고슬라비아에 편입되었다. 현재는 코르출라섬에서 보트를 타고 2시간 ~ 3시간 정도 가는 것이 섬에 상륙할 수 있는 유일한 방법이다.

## 같이 보기
- 코르출라섬
- 비스섬